# Maïmouna Doucouré

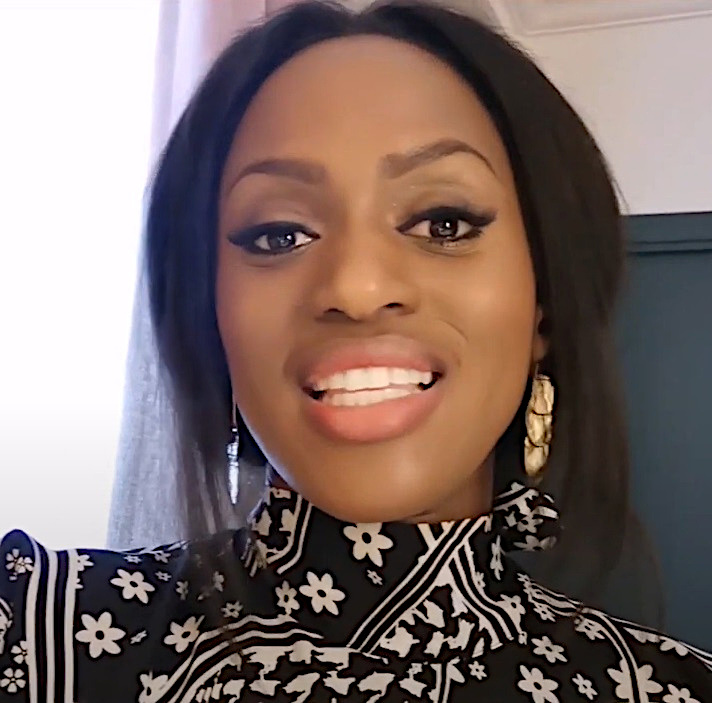
Maïmouna Doucouré beim Dublin International Film Festival 2021

Maïmouna Doucouré (geboren 1985 in Paris) ist eine französische Regisseurin und Drehbuchautorin. Sie wurde vor allem durch ihren Kurzfilm Maman(s) aus dem Jahr 2017, der auf mehreren renommierten Filmfestivals ausgezeichnet wurde, sowie ihr Spielfilmdebüt Mignonnes aus dem Jahr 2020 bekannt.

## Leben
Maïmouna Doucouré wurde 1985 im 19. Arrondissement von Paris geboren, wo sie auch aufwuchs. Sie lebte dort zunächst alleine mit ihrer Mutter, da ihr Vater erst einige Jahre nach ihrer Geburt zu seiner Familie zog. Beide Eltern stammten ursprünglich aus dem Senegal. Ihre Mutter arbeitete als Kauffrau, ihr Vater war Mitarbeiter der städtischen Müllabfuhr. Nachdem Doucouré ihr Baccalauréat erhalten hatte, studierte sie an der Universität Pierre und Marie Curie in ihrer Heimatstadt Biologie. Das Studium schloss sie mit der Licence ab.

## Karriere

### Anfänge und Durchbruch mitMaman(s)
Ihren ersten Kurzfilm mit dem Titel Cache-cache veröffentlichte Doucouré im Jahr 2013. In diesem geht es um eine Gruppe Kinder, die in einer Wohnsiedlung leben und beschuldigt werden, das Haustier einer älteren Nachbarin entwendet zu haben. Der Film entstand im Rahmen eines Wettbewerbs, der von der Union sociale pour l’habitat veranstaltet wurde, einer Organisation, die sich für vermehrten sozialen Wohnungsbau in Frankreich einsetzt. Mit ihrem Debüt erreichte Doucouré beim Wettbewerb den dritten Platz und erhielt den Preis der Jury beim Kurzfilm-Festival Génération Court in Aubervilliers.
2015 produzierte Doucouré einen zweiten Kurzfilm mit dem Titel Maman(s). Er handelt von der achtjährigen Aïda, die mit ihrer Mutter Mariam in einem Vorort von Paris wohnt. Beide erwarten sehnsüchtig die Rückkehr des Vaters Alioune aus dem Senegal, als dieser völlig überraschend mit einer zweiten Ehefrau namens Rama ankommt. Da sowohl sie selbst als auch ihre Mutter mit der neuen Situation nur schwer klarkommen, beschließt Aïda, die Fremde loszuwerden. Der Film ist von Kindheitserinnerungen der Regisseurin inspiriert, die ebenfalls in jungen Jahren mit der Vielehe ihres Vaters konfrontiert wurde. Die Produktion war Teil der Kurzfilm-Initiative Talents en courts, welche von der Centre national du cinéma et de l’image animée, einer französischen Filmförderungsorganisation, und dem Schauspieler Jamel Debbouze ins Leben gerufen wurde.
Für Maman(s), der auf über 200 Filmfestivals aufgeführt wurde, erhielt Doucouré mehrere nationale und internationale Auszeichnungen, unter anderem den Preis für den Besten Kurzfilm auf dem Toronto International Film Festival 2015, dem Sundance Film Festival 2016 sowie bei der Césarverleihung 2017. Daneben bekam sie den Hauptpreis beim Filmfestival CinéBanlieue in Saint-Denis, der ihr von der damaligen Kultusministerin Fleur Pellerin überreicht wurde.

### Mignonnes
Doucourés erster Spielfilm war der 2020 veröffentlichte Mignonnes. Er behandelt die Geschichte der 11-jährigen Amy, die zwischen ihrer konservativen traditionellen Familie und einer Tanzgruppe gleichaltriger, hypersexualisierter Mädchen hin- und hergerissen ist. Der Film basiert sowohl auf Doucourés eigener Erfahrung als Kind senegalesischer Einwanderer mit niedrigem sozialen Status als auch auf ihren Eindrücken als Zuschauerin einer Talentshow, auf der einige Mädchen eine sexualisierte Choreografie darboten. Danach habe sie 18 Monate lang Hunderte Mädchen über ihre Erfahrungen mit sexualisierten, für Minderjährige ungeeigneten Materialien in sozialen Netzwerken befragt. Das Geschilderte habe sie dazu bewegt, den Film zu produzieren, um ihre Stimme gegen das allgegenwärtige gesellschaftliche Problem der Sexualisierung von Mädchen zu erheben.
Im August 2020 sahen sich Mignonnes und Doucouré einem internationalen Shitstorm ausgesetzt. Der Streaminganbieter Netflix veröffentlichte ein eigenes Poster samt Trailer zum Film, in denen die Darstellerinnen in sexuell provokanten Posen gezeigt wurden. Dies stand im Kontrast zum französischen Plakat und Trailer, in denen die Figuren im neutralen Kontext zu sehen waren. Doucouré wurde deswegen auf sozialen Netzwerken massiv angefeindet. Zahlreiche Nutzer warfen ihr vor, die minderjährigen Darstellerinnen sexualisiert sowie pädophile Neigungen zu haben, weswegen sie Twitter schließlich verließ. Sie wurde jedoch auch von mehreren Personen öffentlich verteidigt, unter anderem der Schauspielerin Tessa Thompson und einigen Filmkritikerinnen, die Netflix scharf kritisierten, da das Marketing die Intention der Regisseurin, die Sexualisierung junger Mädchen zu kritisieren, ins völlige Gegenteil umgekehrt habe.
In einem Interview mit Deadline im September 2020 schilderte Doucouré, dass sie aufgrund der Kontroverse um Mignonnes in sozialen Netzwerken Morddrohungen sowie beleidigende und drohende Direktnachrichten erhielt. Sie sei davon verwirrt gewesen, da sie sich aufgrund der mehrmaligen Verschiebung des Kinostarts in ihrem Heimatland vollkommen auf das Marketing in Frankreich konzentriert habe und daher nichts von der Kontroverse in den Vereinigten Staaten mitbekam. Doucouré behauptete, die Aufregung darum verstehen zu können, da das amerikanische Poster weder den Film noch seine Botschaft über die Hypersexualisierung von Kindern repräsentiere. Die Regisseurin lobte Netflix dennoch für seine öffentliche Entschuldigung sowie die Tatsache, dass der Co-CEO Ted Sarandos sie persönlich um Verzeihung bat.

### Weitere Projekte
Im Dezember 2022 wurde Doucourés zweiter Spielfilm Hawa veröffentlicht. Er handelt von der jugendlichen Außenseiterin Hawa, die Albinismus hat und sich auf den Weg nach Paris begibt. Sie will die ehemalige First Lady der Vereinigten Staaten Michelle Obama, die dort gerade eine Lesereise macht, davon überzeugen, sie zu adoptieren. Der Filmemacherin kam die Idee zum Drehbuch nach der Geburt ihrer behinderten Tochter. Sie habe ihrem Kind damit die Kraft des Selbstvertrauens sowie der Selbstliebe zeigen wollen. In Hawa wirken nur Laiendarsteller mit, neben den beiden Newcomern Sania Halifa und Titouan Gerbier unter anderem die Musikerin Oumou Sangaré sowie der Astronaut Thomas Pesquet. Doucouré stellte ihnen das Skript nicht zur Verfügung, sondern erklärte ihnen die Handlung erst beim Dreh jeder einzelnen Szene.
Ende 2022 gab Studiocanal bekannt, Doucouré als Drehbuchautorin und Regisseurin für eine geplante Filmbiografie über Josephine Baker verpflichtet zu haben. Die Dreharbeiten starteten im Jahr 2023, wobei die genaue Handlung, Besetzung sowie der Veröffentlichungstermin bislang nicht bekannt sind.
Im Jahr 2024 wurde sie beim 77. Filmfestival von Cannes als Jurymitglied der Sektion Un Certain Regard bestimmt.

## Filmografie
- 2009: Coeur de femmes (Kurzfilm, Darstellerin)
- 2011: Le Jour où tout a basculé (Fernsehserie, Darstellerin Folge 1x12)
- 2013: Cache-cache (Kurzfilm)
- 2015: Maman(s) (Kurzfilm)
- 2020: Mignonnes
- 2022: Hawa

## Auszeichnungen und Nominierungen (Auswahl)
AFI Fest
- AFI Fest 2015

- Nominierung für den Großen Preis der Jury in der Kategorie Real-Kurzfilm, für Maman(s)

César
- César 2017

- Auszeichnung in der Kategorie Bester Kurzfilm für Maman(s) (zusammen mit Zangro; geteilt mit Vers la tendresse von Alice Diop)

- César 2021

- Nominierung in der Kategorie Bestes Erstlingswerk (zusammen mit Zangro), für Mignonnes

Gotham Award
- Gotham Awards 2020

- Nominierung in der Kategorie Bester internationaler Film, für Mignonnes (zusammen mit Zangro)
- Nominierung für den Publikumspreis, für Mignonnes (zusammen mit Zangro)

Internationale Filmfestspiele Berlin
- Internationale Filmfestspiele Berlin 2020

- Nominierung für den Gläsernen Bären der Sektion Generation Kplus, für Mignonnes
- Nominierung für den Großen Preis der Internationalen Jury der Sektion Generation Kplus in der Kategorie Bester Film, für Mignonnes

Molodist
- Molodist 2015

- Nominierung in der Kategorie Bester internationaler Kurzfilm, für Maman(s)

Prix Lumières
- Prix Lumières 2021

- Nominierung in der Kategorie Bestes Erstlingswerk, für Mignonnes

Sundance Film Festival
- Sundance Film Festival 2016

- Auszeichnung für den Besten internationalen Kurzfilm, für Maman(s)
- Nominierung für den Großen Preis der Jury in der Kategorie Kurzfilm, für Maman(s)

- Sundance Film Festival 2020

- Auszeichnung für die Beste Regie eines internationalen Dramas, für Mignonnes
- Nominierung für den Großen Preis der Jury in der Kategorie Internationales Drama, für Mignonnes

Toronto International Film Festival
- Toronto International Film Festival 2015

- Auszeichnung für den Besten Kurzfilm (zusammen mit Sokhna Diallo), für Maman(s)

- Toronto International Film Festival 2022

- Nominierung für den Platform Prize, für Hawa